# Boëdic
Ne doit pas être confondu avec Île de Boëd.
L'île de Boëdic est une petite île française, située dans le golfe du Morbihan, et dépendant de la commune de Séné, dans le Morbihan. L'intérieur de l'île est une propriété privée.

## Toponymie
Boëdic semble être dérivée du mot breton Boem ou Boed qui désigne un sillon fraîchement retourné, littéralement le nom breton peut se traduire par l’île du sillon ou l’île en friche  et son diminutif Boëdic.

## Géographie
L'île de Boëdic, d'une superficie de onze hectares, avec un point culminant à 9 m d'altitude, est située au nord du golfe du Morbihan, à l'Est de l'embouchure du chenal d'entrée de la rivière de Vannes qui sépare sa pointe Ouest du hameau de Roguédas, à Arradon. De forme oblongue, elle est parallèle à la presqu'île de Séné, face au village de Langle, dont elle est séparée par un espace marin, comportant un chenal en son centre, d'environ 350 mètres de large. Sa pointe Est fait face à la pointe Ouest de l'île de Boëd. Sa côte Sud fait face à la pointe de Béluré, au  nord de l'île d'Arz.
Elle comprend plusieurs bâtiments dont une chapelle qui sert de repère aux marins à la pointe Ouest de l'île.

## Histoire
L'histoire de Boëdic aurait commencé par l'occupation de moines. « Plus tard, au 18e siècle, composée de prairies, de bois et de marais, l’île fut cultivée par des paysans. Puis au 19e, elle a appartenu à Marie-Louise Quifistre de Bavalan (1836-1886) épouse de Joseph Le Gouvello du Tymat (1811-1881). C’est à cette époque que la maison de maître, appelée «le château» par les pêcheurs du coin, a été construite avec les pierres extraites des carrières du golfe du Morbihan ».
Le cadastre de 1845 recense plusieurs bâtiments édifiés sur l'île : à l'Ouest on trouve une chapelle et un bâtiment appelé « le couvent », des entrepôts sont situés à l'Est.

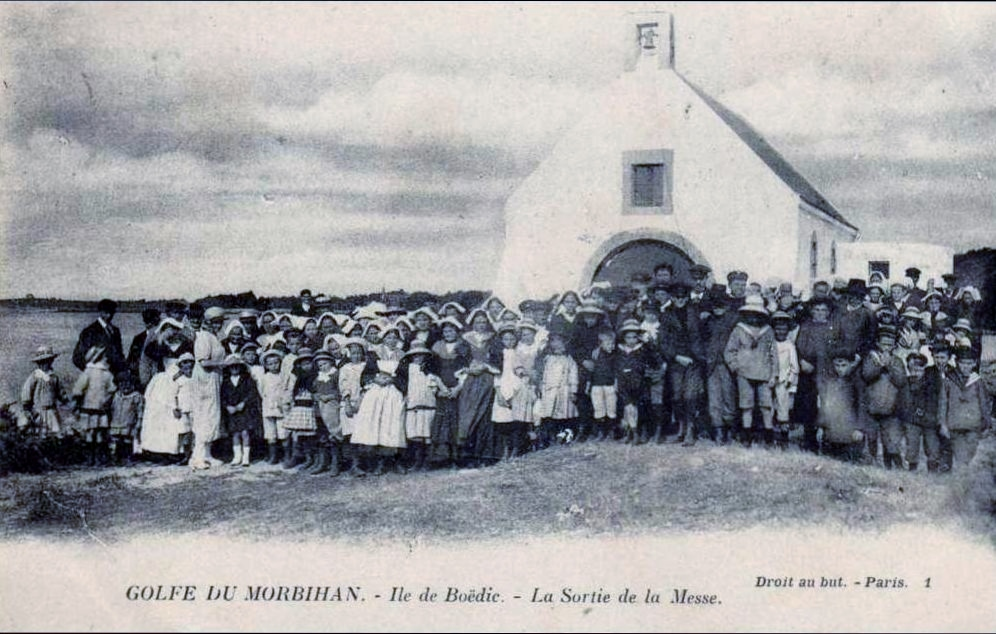
La sortie de la messe à la chapelle de l'île de Boëdic vers 1930 (carte postale).

En 1897, la demande d'occupation du domaine public maritime pour l'agrandissement de l'ancienne cale de l'île, émanant de Charles Panckoucke, est acceptée par le service des Ponts et Chaussées. Cette cale étant notamment utilisée pour la surveillance de la côte. En 1911 une photo montre le « château » appartenant à Charles Panckouke, un avocat parisien. En 1913 c'est Maurice Blondel qui reprend la concession de la cale et y effectue des travaux pour l'agrandir.
Philippe de Broca y tourne en 1978 des scènes du film Le Cavaleur sorti en 1979,.
Après avoir été achetée en 1947 par la famille Goupy qui y établissent leur exploitation ostréicole, l'île devient, en septembre 2010, la propriété de l'avocat parisien Olivier Metzner, pour la somme de 2,5 millions d'euros. Ce dernier le remet en vente en novembre 2012. Il y fait restaurer les trois maisons (longère, villa et maison de garde) et l'ancienne chapelle, transformée en salon de musique. Dans la matinée du 17 mars 2013, il est retrouvé mort sur une plage de l'île. Une semaine plus tard, ses cendres sont dispersées dans la Petite mer à l'extrémité ouest de la propriété. L'île est rachetée en 2015 par Christian Latouche.

## Statut
Boëdic est une île privée dépendant administrativement de la commune de Séné.

## Patrimoine construit

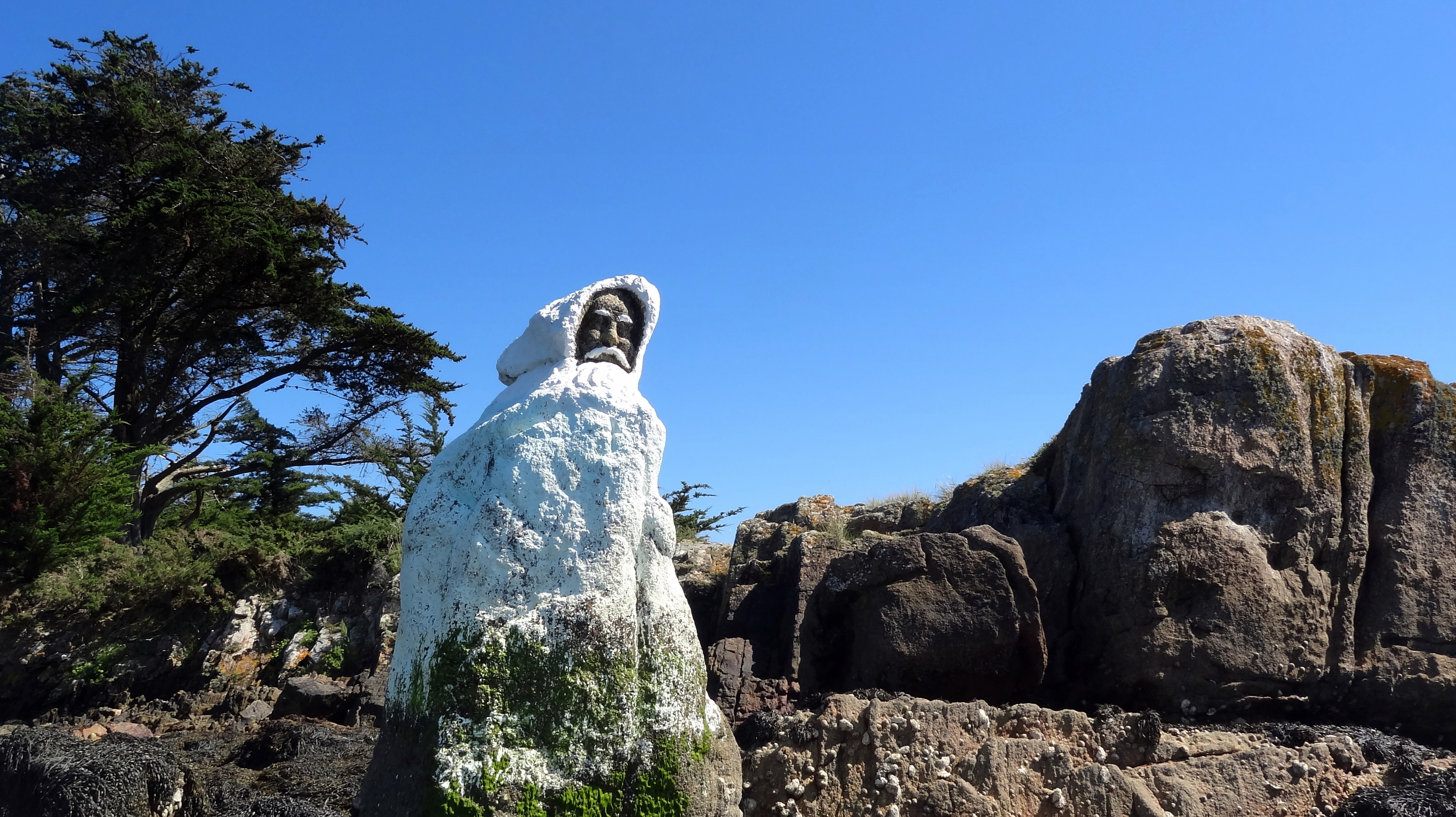
Le moine de l'île Boëdic.

L'île comporte plusieurs constructions de diverses époques.
La cale qui permet l'accès en bateau, est établie à la pointe nord-ouest de l'île. Elle est composée d'un môle long de 38 m et large de 3 m, encadré par deux rampes facilitant les embarquements et débarquements quelle que soit la hauteur de la marée. C'est un ouvrage dépendant du domaine public maritime.
Le châteauet une villa de la fin XIXe ou début XXe siècle, sont bâtis dans la partie sud de l'île. Il est composé de trois éléments : une tour de base carrée adossée à deux élévations de deux étages sur bases rectangulaires. L'ensemble est couvert par des toitures en ardoise. Il fait partie du domaine privé de l'île.

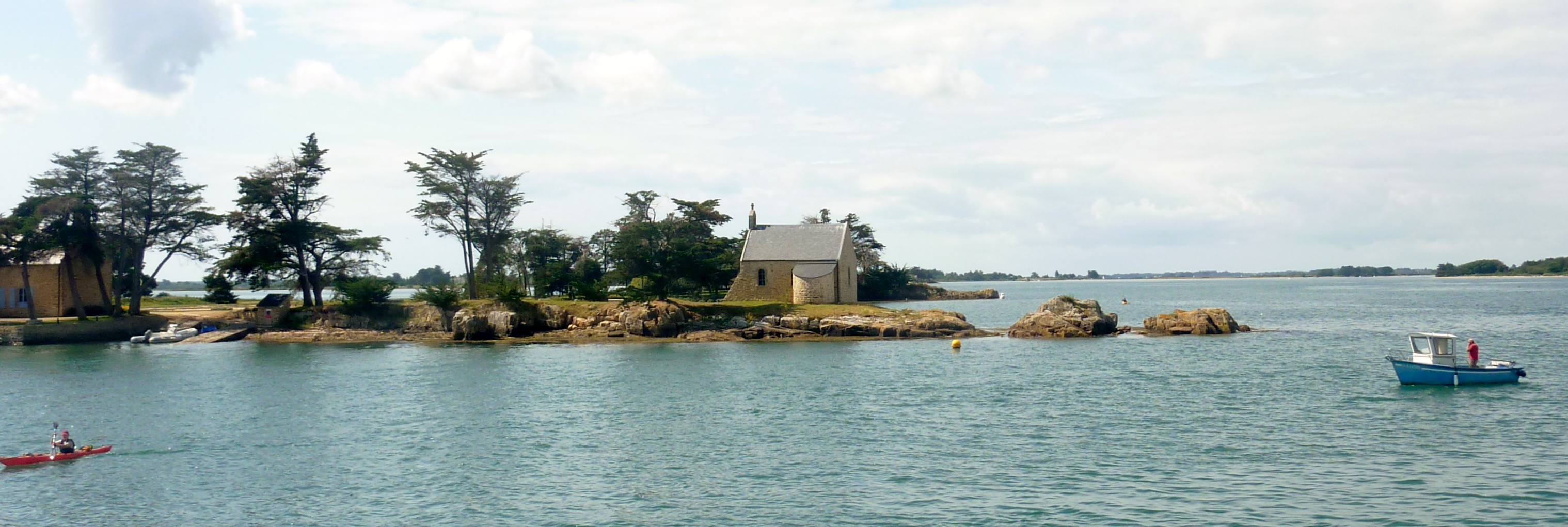
La chapelle de l'île de Boëdic.

La chapelle Saint-Joseph à la pointe Ouest de l'île sert de repère aux marins (amer).
La ferme, une longère ennoblie par une tourelle rectangulaire. Elle date sans doute du début du XIXe siècle. Elle aurait remplacé un manoir, siège de la vieille seigneurie de Boëdic (mentionnée par Ch. Floquet).
L'île est aussi connue pour son rocher insolite, surnommé le moine ou Saint Antoine, qui a été sculpté par des ouvriers travaillant à la construction de la nouvelle préfecture de Vannes vers 1865. La sculpture est tombée dans l'eau en 1948 et en 1956, à la suite d'un tremblement de terre dans la région du golfe du Morbihan (elle est restaurée en 1959). La tradition veut qu'en passant devant le rocher sculpté, les navigateurs ouvrent une bouteille de vin blanc et récitent une prière..